# Kanton Saintes-Nord
Kanton Saintes-Nord (fr. Canton de Saintes-Nord) je francouzský kanton v departementu Charente-Maritime v regionu Poitou-Charentes. Skládá se ze šesti obcí, z čehož město Saintes jen zčásti.

## Obce kantonu
- Bussac-sur-Charente
- Le Douhet
- Fontcouverte
- Saint-Vaize
- Saintes
- Vénérand